# 奇萊鼻燈塔

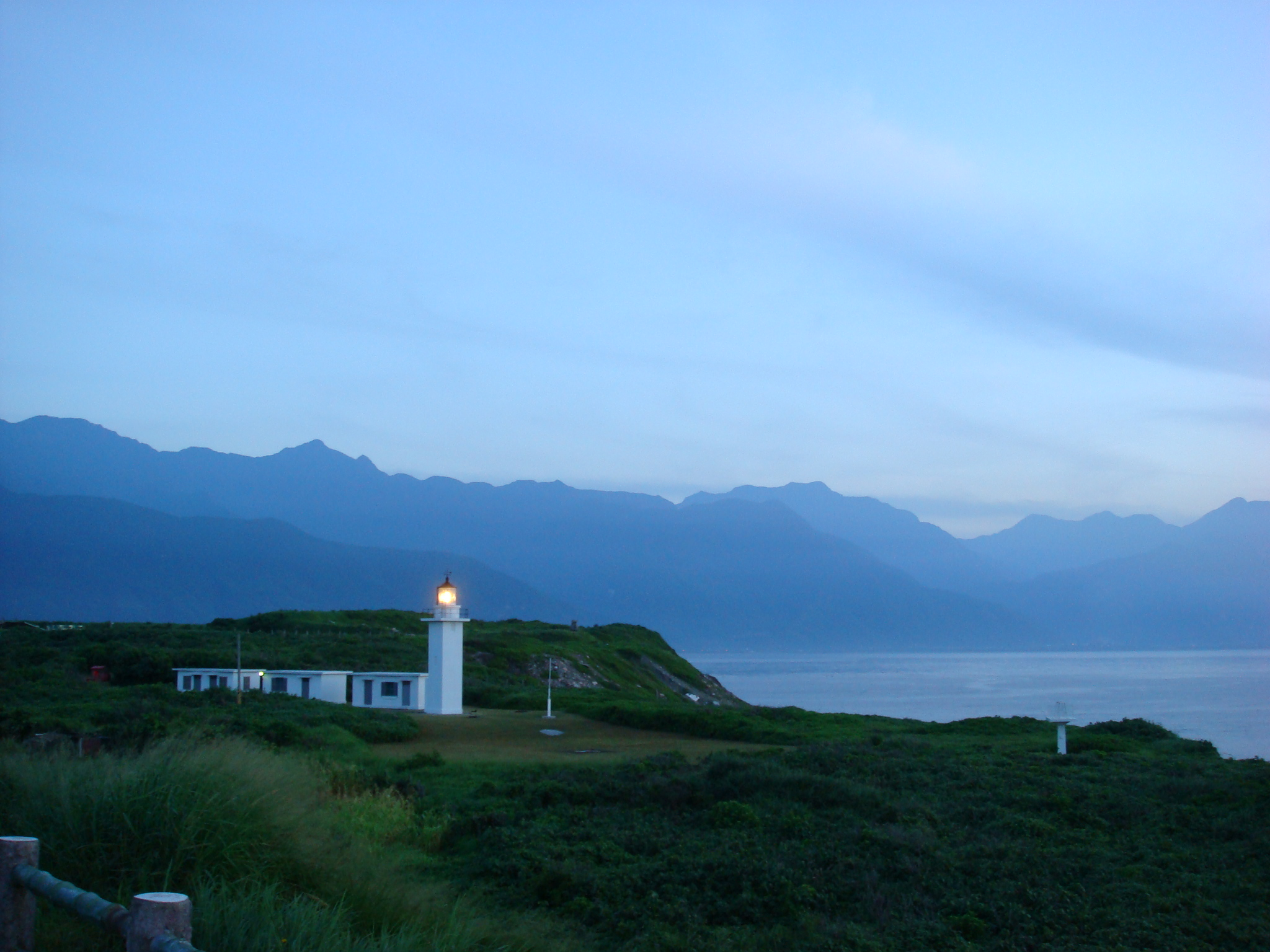
奇萊鼻燈塔美景

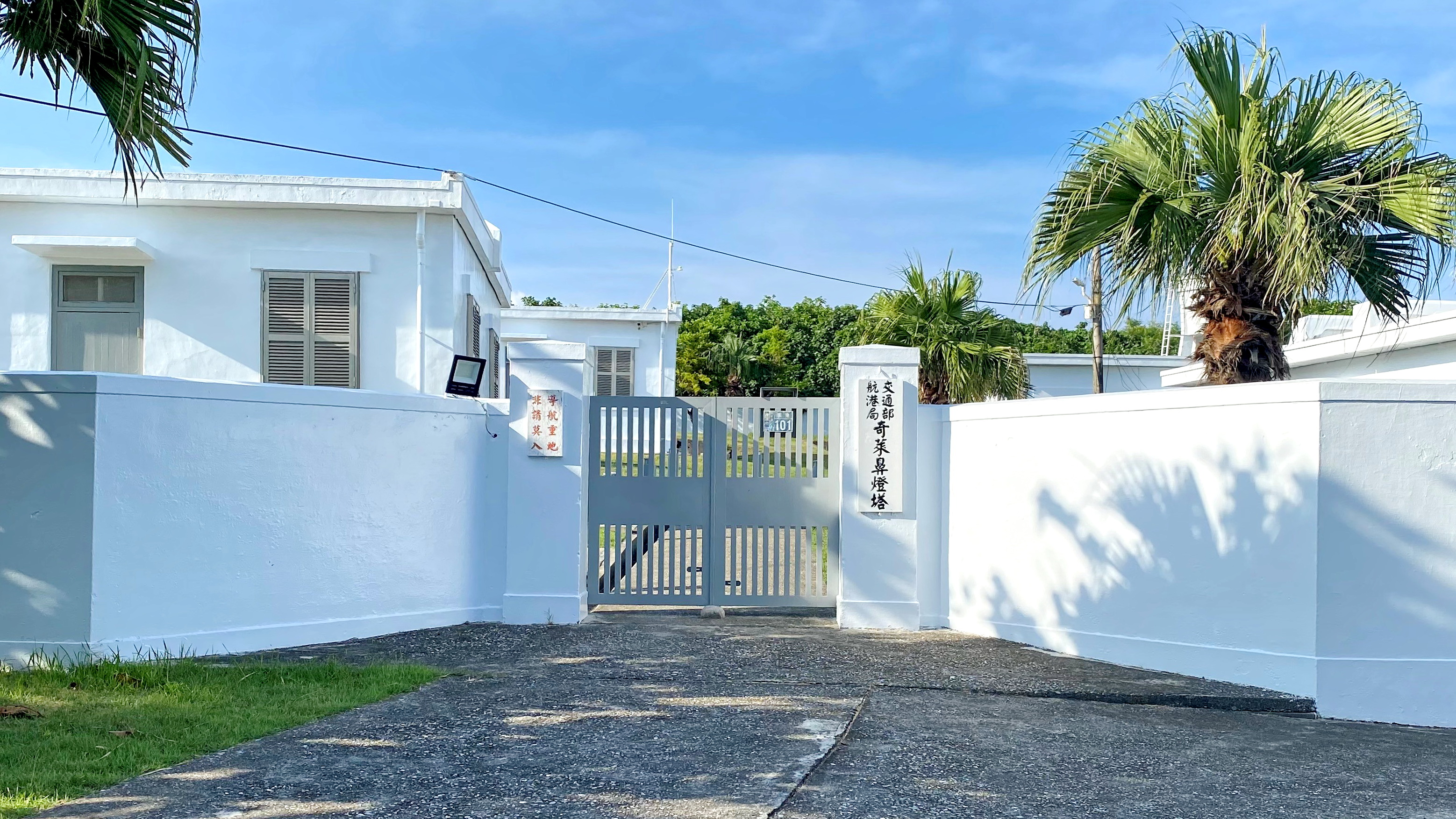
奇萊鼻燈塔入口

奇萊鼻燈塔是一座位於臺灣花蓮縣花蓮港北方奇萊鼻的燈塔，現由中華民國交通部航港局管轄。燈塔面向太平洋，背後為中央山脈。

## 歷史沿革

### 台灣日治時期
- 燈塔是為日本時代的產物，最早建於1931年，為白色方形混凝土建築，高7.6公尺，使用五等電石氣閃光燈，每三秒閃一次，光力300燭光。
- 於1943年二戰期間受到盟軍飛機轟炸。遂於戰爭期間，乃至戰後至修復前仍無法發光作業。

### 中華民國時期
- 直到1963年，為了配合開放花蓮港為國際港，於是在原塔基附近新建一個白色五角形混凝土建築做為新塔。新建奇萊鼻燈塔使用四等電燈白色光，明三秒滅三秒，光力28,000燭光。
- 並於1973年增設無線電標桿一座，輸出電力100瓦，射程100海浬，與綠島燈塔無線電標桿結合，以利船隻相互定位。
- 1985年增設雷達標桿。
- 1992年將通訊系統全面汰換為雙頻雷達標桿。

## 燈塔結構與行政諸元

### 燈塔結構諸元
- 塔高：13.4m。
- 塔身塗色・構造：白色五角形鋼筋混凝土塔，頂層外有環繞陽台（典型燈塔頂層設計）。
- 燈高：33.4m〈以高潮面至燈火中心計〉。
- 燈器：4等電燈。
- 燈質（頻率）：白色頓光（每6秒：明3秒、暗3秒）。
- 光力：28,000cd。
- 公稱光程：16.6nm ＜約30.74km＞。
- 明弧：150ﾟ - 024ﾟ。

### 燈塔行政諸元
- 管轄機關：燈塔原為中華民國財政部關務署管理，已於2013年1月1日轉交由中華民國交通部航港局管轄。
- 人員編制：未知。
- 開放參觀與否：否。

## 附屬施設
- 雙頻道雷達標桿一座（dual-frequency radar beacon pole）。

## 關連項目
- 台灣燈塔列表
- 美國燈塔列表（英语：Lighthouses in the United States）
- 世界燈塔列表（英语：List of lighthouses and lightvessels）
- 日本燈塔50選

## 外部連結
- 交通部航港局-奇萊鼻燈塔（页面存档备份，存于）
- 奇萊鼻燈塔（页面存档备份，存于）
- 台灣海關博物館